# Cryosol

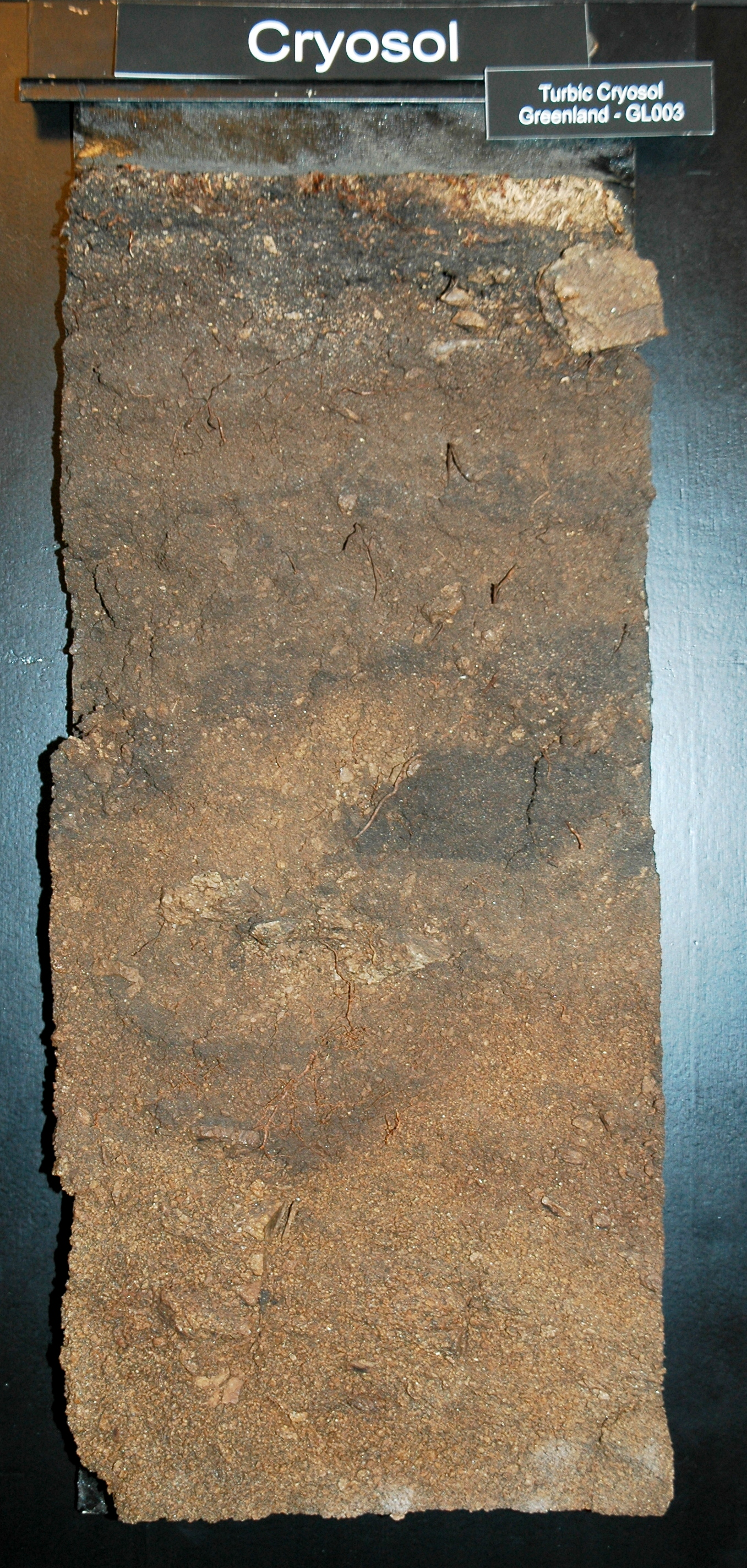
Bodenprofil eines Turbic Cryosol

Cryosol ist eine Referenzbodengruppe der World Reference Base for Soil Resources (WRB). Cryosole sind durch Permafrost geprägt, das heißt, dass der Untergrund permanent gefroren ist und lediglich der Oberboden allsommerlich auftaut. Cryosole sind durch den diagnostischen cryic horizon definiert. Dieser zeichnet sich durch eine massiven Eislage oder durch deutlich sichtbare Eiskristalle aus. Bei geringerem Wassergehalt ist er definiert durch eine Temperatur < 0 °C über mindestens zwei Jahre.
Das saisonale Auftauen und Gefrieren hat oft Kryoturbation zur Folge, also eine starke Durchmischung der oberflächennahen Horizonte. Ebenso typisch sind die Einmischung von organischem Material in den Boden sowie Frosthebung mit anschließender Korngrößensortierung. Dies führt u. a. zu Steinringen bzw. an geneigten Flächen zu Steinstreifen und zu Solifluktion.
Als Folge der globalen Erwärmung taut immer mehr Permafrost dauerhaft auf. Demzufolge wird das organische Material des Cryosols mineralisiert und so Kohlendioxid und Methan in die Atmosphäre abgegeben. Dies führt zu einer Verstärkung des Treibhauseffektes.

## Verbreitung
Cryosole treten ausschließlich in Regionen mit Permafrostbedingungen auf. Sie sind der dominante Bodentyp in der Polaren und Subpolaren Zone und als Begleitbodentyp in der Borealen Zone (meist unter Nadelwäldern) und im Hochgebirge verbreitet. Insgesamt bedecken sie aktuell etwa 18 Mio. km² und damit etwa 13 % der Erdoberfläche.